# Isoodon auratus
El bandicut dorado (Isoodon auratus) es una especie de marsupial peramelemorfo de la familia Peramelidae  originaria del norte de Australia. Es con diferencia el más pequeño del género Isoodon, con poco más de la mitad del tamaño de sus parientes, el bandicut marrón septentrional (I. macrourus) y el bandicut marrón meridional (I. obesulus).

## Descripción
Mide 30 cm de la cabeza a la parte superior de la cola,  y su cola de 15 cm. Su peso es de 250 a 650 g. Su dorso  es de color dorado con algunos pelos negros; los costados son de un tono rojido y el vientre es de color crema. La bolsa marsupial  se abre hacia la parte trasera.

## Hábitat
Anteriormente se podía encontrar  en todo el noroeste de Australia, pero en la actualidad se  al noreste de la región de Kimberley en Australia Occidental y las islas cercanas de Augustus, isla Barrow, Middle Island y la isla Marchimbar.
Vive en  bosques de eucaliptos y en regiones semiáridas. 